# Villa Violet
Pour les articles homonymes, voir Violet (homonymie).
La villa Violet est une voie du 15e arrondissement de Paris, en France.

## Situation et accès
La villa Violet est une voie située dans le 15e arrondissement de Paris. Elle débute au 80, rue des Entrepreneurs et se termine en impasse.

## Origine du nom

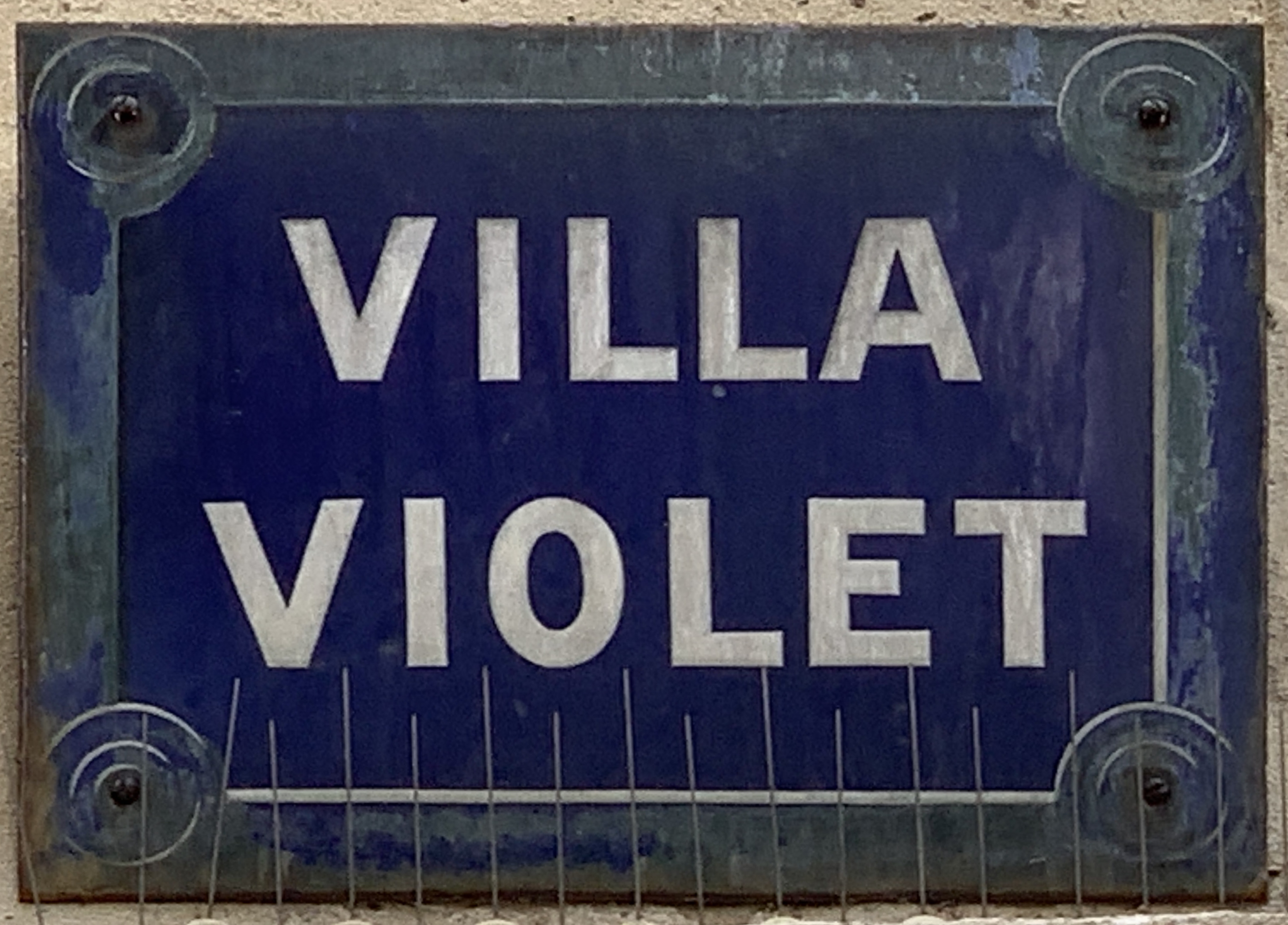
Plaque de la villa.

Comme la rue Violet, la villa doit son nom à Léonard Violet (1791-1881), conseiller municipal de l’ancienne commune de Vaugirard et entrepreneur immobilier, qui acheta à la commune et lotit entre 1824 à 1829 une grande partie du quartier s’étendant au sud de l’actuel boulevard de Grenelle entre la rue de la Croix-Nivert et la Seine.

## Historique
Cette voie est ouverte en 1914 puis fermée à la circulation publique le 21 janvier 1994.